# 斯普林克里克鎮區 (密蘇里州道格拉斯縣)
斯普林克里克鎮區（英語：Spring Creek Township）是位於美國密蘇里州道格拉斯縣的一個行政鎮區。

## 地方資料
斯普林克里克鎮區的面積為93.88平方千米，當中陸地面積為93.86平方千米，而水域面積為0.02平方千米。根據2020年美國人口普查的數據，當地共有人口648人，而人口密度為每平方千米6.9人。